# 알렉산드르 콜친스키
알렉산드르 레오니도비치 콜친스키(우크라이나어: Олекса́ндр Леонідович Колчи́нський 올렉산드르 레오니도비치 콜친스키[*], 러시아어: Алекса́ндр Леони́дович Колчи́нский, 1955년 2월 20일~2002년 7월 16일)는 소련의 레슬링 선수이다. 현역 시절 1976년 하계 올림픽과 1980년 하계 올림픽에서 그레코로만형 헤비급 은메달을 획득했으며 세계 선수권 대회에서 금메달 1개, 은메달 3개, 유럽 선수권 대회에서 은메달 2개, 동메달 1개를 획득했다.